# Fjodor Trubetskoj
Fjodor Michailovitj Trubetskoj (ryska: Фёдор Михайлович Трубецкой), död 1602, var en rysk furste och krigare.
Trubetskoj deltog i kriget mot svenskarna i östersjöprovinserna.